# Кандхамал
Кандха́мал (ория କନ୍ଧମାଳ; англ. Kandhamal) — округ в индийском штате Одиша. Образован 1 апреля 1993 года в результате реорганизации округов штата. Административный центр — город Пхулбани. Площадь округа — 7654 км². По данным всеиндийской переписи 2001 года население округа составляло 648 201 человек. Уровень грамотности взрослого населения составлял 52,7 %, что ниже среднеиндийского уровня (59,5 %). Доля городского населения составляла 6,8 %.

## Географическое местоположение
Округ расположен на большой территории покрытой лесами (72 %), а только 12 % пригодна для использования. На Северо-Востоке располагается небольшой горный хребет. Местность холмистая, зелёная, иногда просвечивают степи, но в основном земля холмистая и зелёная. На северо-Востоке так же сосредоточено больше степей чем на юге. По территории разбросанно множество небольших городков и деревень.